# Giro d’Italia 1981
Der 64. Giro d’Italia wurde in 24 Abschnitten und 3889,6 Kilometern vom 13. Mai bis zum 7. Juni 1981 ausgetragen und vom Italiener Giovanni Battaglin gewonnen. Von den 130 gestarteten Fahrern erreichten 104 das Ziel in Verona.

## Verlauf
| Etappe | von                    | nach                   | km        | Gewinner                 | Maglia rosa        |
| ------ | ---------------------- | ---------------------- | --------- | ------------------------ | ------------------ |
| Prolog | Triest                 | Triest                 | 6,6 (EZF) | Knut Knudsen             | Knut Knudsen       |
| 1A     | Triest                 | Bibione                | 100       | Guido Bontempi           | Guido Bontempi     |
| 1B     | Lignano Sabbiadoro     | Bibione                | 15 (MZF)  | Hoonved-Bottecchia       | Francesco Moser    |
| 2      | Bibione                | Ferrara                | 211       | Paolo Rosola             | Gregor Braun       |
| 3      | Bologna                | Recanati               | 255       | Giuseppe Saronni         | Francesco Moser    |
| 4      | Recanti                | Lanciano               | 214       | Mario Beccia             | Francesco Moser    |
| 5      | Marina di San Vito     | Rodi Garganico         | 180       | Giuseppe Saronni         | Francesco Moser    |
| 6      | Rodi Garganico         | Bari                   | 225       | Giuseppe Saronni         | Giuseppe Saronni   |
| 7      | Bari                   | Potenza                | 143       | Palmiro Masciarell       | Giuseppe Saronni   |
| 8      | Sala Consilina         | Cosenza                | 202       | Moreno Argentin          | Giuseppe Saronni   |
| 9      | Cosenza                | Reggio Calabria        | 231       | Serge Parsani            | Giuseppe Saronni   |
| 10     | Rom                    | Cascia                 | 166       | Gianbattista Baronchelli | Giuseppe Saronni   |
| 11     | Cascia                 | Arezzo                 | 199       | Giovanni Renosto         | Giuseppe Saronni   |
| 12     | Arezzo                 | Livorno Montenero      | 224       | Moreno Argentin          | Giuseppe Saronni   |
| 13     | Empoli                 | Montecatini Terme      | 35 (EZF)  | Knut Knudsen             | Roberto Visentini  |
| 14     | Montecatini Terme      | Salsomaggiore Terme    | 224       | Francesco Moser          | Silvano Contini    |
| 15     | Salsomaggiore Terme    | Pavia                  | 198       | Daniel Gisiger           | Silvano Contini    |
| 16     | Mailand                | Mantua                 | 173       | Claudio Torelli          | Silvano Contini    |
| 17     | Mantua                 | Borno                  | 215       | Benedetto Patellaro      | Silvano Contini    |
| 18     | Borno                  | Dimaro                 | 127       | Miguel María Lasa        | Silvano Contini    |
| 19     | Dimaro                 | San Vigilio di Marebbe | 125       | Giovanni Battaglin       | Silvano Contini    |
| 20     | San Vigilio di Marebbe | Drei Zinnen            | 100       | Beat Breu                | Giovanni Battaglin |
| 21     | Auronzo di Cadore      | Arzignano              | 197       | Pierino Gavazzi          | Giovanni Battaglin |
| 22     | Soave                  | Verona                 | 42 (EZF)  | Knut Knudsen             | Giovanni Battaglin |

## Endstände
| Sieger           | Giovanni Battaglin       | 104:50:36 h |
| Zweiter          | Tommy Prim               | + 0:38 min  |
| Dritter          | Giuseppe Saronni         | + 0:50 min  |
| Vierter          | Silvano Contini          | + 1:59 min  |
| Fünfter          | Josef Fuchs              | + 2:19 min  |
| Sechster         | Roberto Visentini        | + 5:37 min  |
| Siebter          | Alfio Vandi              | + 9:32 min  |
| Achter           | Beat Breu                | + 10:02 min |
| Neunter          | Claudio Bortolotto       | + 10:12 min |
| Zehnter          | Gianbattista Baronchelli | + 12:01 min |
| Punktewertung    | Giuseppe Saronni         | 215 P.      |
| Zweiter          | Tommy Prim               | 133 P.      |
| Zweiter          | Giovanni Mantovani       |             |
| Bergwertung      | Claudio Bortolotto       | 510 P.      |
| Zweiter          | Beat Breu                | 500 P.      |
| Dritter          | Benedetto Patellaro      | 290 P.      |
| Nachwuchswertung | Giuseppe Faraca          | 105:05:30 h |
| Teamwertung      | Bianchi                  | 313:55:08 h |
| Zweiter          | Cilo-Aufina              |             |
| Dritter          | Inoxpran                 |             |